# Атамекен (Карагандинская область)
Атамеке́н (каз. Атамекен, до 27 июля 2023 года — Новостро́йка) — село в Бухар-Жырауском районе Карагандинской области Казахстана, входит в состав Уштобинского сельского округа.

## География
Населённый пункт расположен на юге района, в 15,7 километрах (по автодороге) к юго-западу от административного центра сельского округа села Уштобе, в 76 километрах к юго-западу от районного центра посёлка Ботакара и в 19,8 километрах к югу от областного центра города Караганда. Соседние населённые пункты: Сарыарка в 4 километрах к востоку, Курминское в 5,3 километрах к югу. Транспортное сообщение осуществляется автомобильной дорогой международного значения М-36 «граница РФ (на Екатеринбург) — Алматы». Высота центра населённого пункта — 518 метров над уровнем моря.

## История
Совместным постановлением акимата Карагандинской области от 10 июня 2016 года № 40/10 и решением Карагандинского областного маслихата от 30 июня 2016 года № 59 «Об изменении границ Абайского, Бухар-Жырауского районов Карагандинской области», в состав Уштобинского сельского округа были включены земли села Новостройка и прилегающих земель Дубовского сельского округа общей площадью 28 129 гектаров. Совместным постановлением акимата Карагандинской области от 27 июля 2023 года № 51/03 и решением Карагандинского областного маслихата от 27 июля 2023 года № 77 «О переименовании некоторых административно-территориальных единиц Карагандинской области», село Новостройка было переименовано в село Атамекен.

## Население
| Численность населения | Численность населения | Численность населения | Численность населения |
| 1989                  | 1999                  | 2009                  | 2021                  |
| --------------------- | --------------------- | --------------------- | --------------------- |
| 383                   | ↗412                  | ↗478                  | ↘401                  |

национальный состав
Процентное соотношение численно-преобладающих национальностей села согласно переписи населения 1989 года:
| Национальность | Процентное соотношение |
| -------------- | ---------------------- |
| казахи         | 53 %                   |
| русские        | 21 %                   |
| другие         | 26 %                   |